# CleverBot
CleverBot – aplikacja internetowa będąca sztuczną inteligencją, która rozmawia z ludźmi. Chatbota stworzył Rollo Carpenter (razem z podobną aplikacją internetową, Jabberwacky). Wraz ze współpracownikami odbył z nim kilkanaście tysięcy rozmów w pierwszej dekadzie jego działania. Od udostępnienia w Internecie w 1997 liczba rozmów przekroczyła 150 milionów. Cleverbot jest też obecnie aplikacją za 0,99 USD.

## Działanie
W przeciwieństwie innych chatbotów, odpowiedzi Cleverbota nie są zaprogramowane. Zamiast tego „uczy się” on na podstawie danych uzyskanych od ludzi: Ludzie piszą w polu pod logiem Cleverbota, a system znajduje słowa kluczowe lub całe frazy pasujące do danych wejściowych. Po przeszukaniu zebranych rozmów udziela odpowiedzi opartej na tym, co ludzie odpowiedzieli na tę treść, kiedy to Cleverbot ją napisał.
Cleverbot brał udział w formalnym teście Turinga w czasie festiwalu Techniche w Indian Institute of Technology Guwahati 3 sierpnia 2011. Na podstawie 1334 głosów został uznany za ludzkiego w 59,3% (ludzie uzyskali w tym teście 63,3%). Wynik 50,05% lub więcej jest często uznawany za zaliczenie testu. Oprogramowanie obsługiwało w czasie testu tylko 1 lub 2 jednoczesne pytania, a w internecie Cleverbot rozmawia z ok. 100 tys. ludzi naraz.

## Rozwój
Cleverbot stale „uczy się” gromadząc więcej danych i być może podnosząc stopień „inteligencji”, którą wydaje się mieć. Aktualizacje oprogramowania odbywały się dyskretnie. W 2014 Cleverbot został zmodyfikowany, aby wykorzystywać GPU.
Duża część silnika Cleverbota i API zostały udostępnione deweloperom jako Cleverscript.
Aplikacja używająca Cleverscriptu do gry w 20 pytań została uruchomiona pod nazwą Clevernator. Inaczej, niż w innych takich grach, to gracz zadaje pytania, a SI ma je zrozumieć i udzielić poprawnych odpowiedzi. Aplikacja pozwalająca właścicielom tworzyć własne SI przypominające Cleverbota i rozmawiać z nimi została udostępniona jako Cleverme! dla produktów Apple.